# Alejandro Agresti
Alejandro Agresti (Buenos Aires, 2 giugno 1961) è un regista cinematografico, sceneggiatore e direttore della fotografia argentino.
Agresti ha vissuto l'infanzia in Argentina, dove già a 17 anni ha realizzato un cortometraggio, El zoológico y el cementerio. Spinto dalla passione per il cinema e per esigenze personali si è trasferito nei Paesi Bassi dove ha proseguito l'attività di cineasta, realizzando vari cortometraggi tra cui El hombre que ganó la razón, che nel 1986, stesso anno della realizzazione della pellicola, ha presentato al Festival Internazionale del Cinema di Rotterdam.
È vincitore di 25 premi internazionali.

## Biografia
Lavora per il cinema e per la televisione già all'età di 16 anni. Nel 1983 inizia l'attività di regista in Argentina, dove gira El hombre que ganó la razón ma recandosi nei Paesi Bassi nel 1986 per completare la post-produzione. Il Festival Internazionale del Cinema di Rotterdam, che inserisce immediatamente il film in programmazione, segna l'inizio di un fecondo rapporto tra Agresti e i Paesi Bassi. Tutti i film del regista sono infatti coproduzioni olandesi. Il suo secondo lavoro, El amor es una mujer gorda rappresenta un'autentica svolta creativa e narra d'un giornalista incaricato di seguire una troupe americana che sta girando un documentario sui quartieri più poveri di Buenos Aires. Scandalizzato dal modo in cui gli americani manipolano l'informazione, cerca in tutti i modi di ostacolarli, finendo a sua volta tra i poveri che ha cercato di difendere: senza lavoro e senza casa. In compagnia d'un vecchio amico, suonatore di bandoneon, si mette alla ricerca della fidanzata, scomparsa negli anni del regime militare. Nel corso delle ricerche, i due amici si imbattono nuovamente nella troupe americana e scoprono che il documentario che sta ora girando è proprio su di loro. Il film successivo, Boda secreta, vince il Premio per il miglior film olandese al Nederlandse Filmdagen 1989, benché interamente argentino. Il film si apre con una lunga sequenza in cui un uomo, Fermin, in un tunnel della metropolitana di Buenos Aires, cammina nudo verso una luce lontana. La nudità e l'inconsapevolezza della sua situazione intendono simboleggiare una sorta di nascita, o meglio di rinascita dell'uomo. Tra le opere successive vi sono due cortometraggi, A short story about Nothing e Urban Jungle, Randstad, commissionati dall'International Rotterdam FilmFestival per un progetto dedicato alla vita quotidiana nelle moderne metropoli: City Life, the International Episode Film. È lo stesso Huub Bals, creatore e direttore del Rotterdam FilmFestival, a scegliere i dodici registi del progetto (tra cui Krzystof kìKieslowski, Béla Tarr e Mrinal Sen). Agresti gira un cortometraggio a Rotterdam, dove racconta anche Luba. In Everybody Wants to Help Ernst affida la parte principale al commediografo olandese Arjan Ederveen, come olandesi sono pure i protagonisti di Modern Crimes. El acto en cuestión narra d'un mago argentino con un misterioso segreto, e viene girato in bianco e nero ambientato in varie città europee. Pur avendolo realizzato per la televisione, Agresti insiste perché il film venga trasmesso in un'unica serata e non in tre puntate. Dinanzi al rifiuto della rete televisiva olandese VPRO, che dopo aver commissionato il loro lavoro arriva a proibirne la distribuzione nelle sale di tutto il mondo, Agresti torna in Argentina e ambienta i film successivi a Buenos Aires. Lavori come Buenos Aires Versa, La cruz, L'ultimo cinema del mondo, Una noche con Sabrina Love e Valentin vengono tuttavia prodotti con finanziamenti olandesi. Nel 2013 ha diretto un biopic su Papa Francesco.

## Filmografia

### Regista

#### Cinema
- El zoológico y el cementerio - cortometraggio (1978)
- Sola - cortometraggio (1979)
- La araña - cortometraggio (1980)
- Tú sabes mi nombre - cortometraggio (1981)
- Los espectros de la recoleta - cortometraggio (1981)
- La neutrónica explotó en Burzaco (1984)
- El hombre que ganó la razón (1986)
- El amor es una mujer gorda (1987)
- Boda secreta (1989)
- A Short Story Abouth Nothing - City Life: Buenos Aires (1990)
- City Life, co-regia collettiva - documentario (1990)
- Luba (1990)
- Library Love - cortometraggio (1990)
- Everybody Wants to Help Ernest (1991)
- Figaro Story, co-regia di Kaizô Hayashi e Claire Denis (1991)
- Modern Crimes (1992)
- El acto en cuestión (1993)
- Hexagon, co-regia collettiva - documentario (1994) - (episodio "Tegenbeweging")
- Buenos Aires Vice Versa (1996)
- La cruz (1997)
- Un día para siempre (1997)
- L'ultimo cinema del mondo (El viento se llevó lo qué) (1998)
- Una notte con Sabrina Love (Una Noche con Sabrina Love) (2000)
- Valentin (2002)
- Tutto il bene del mondo (Un mundo menos peor) (2004)
- La casa sul lago del tempo (The Lake House) (2006)
- No somos animales (2013)
- Mecánica Popular (2015)

#### Televisione
- A Lonely Race – film TV (1992)